# Antarktikus faunabirodalom

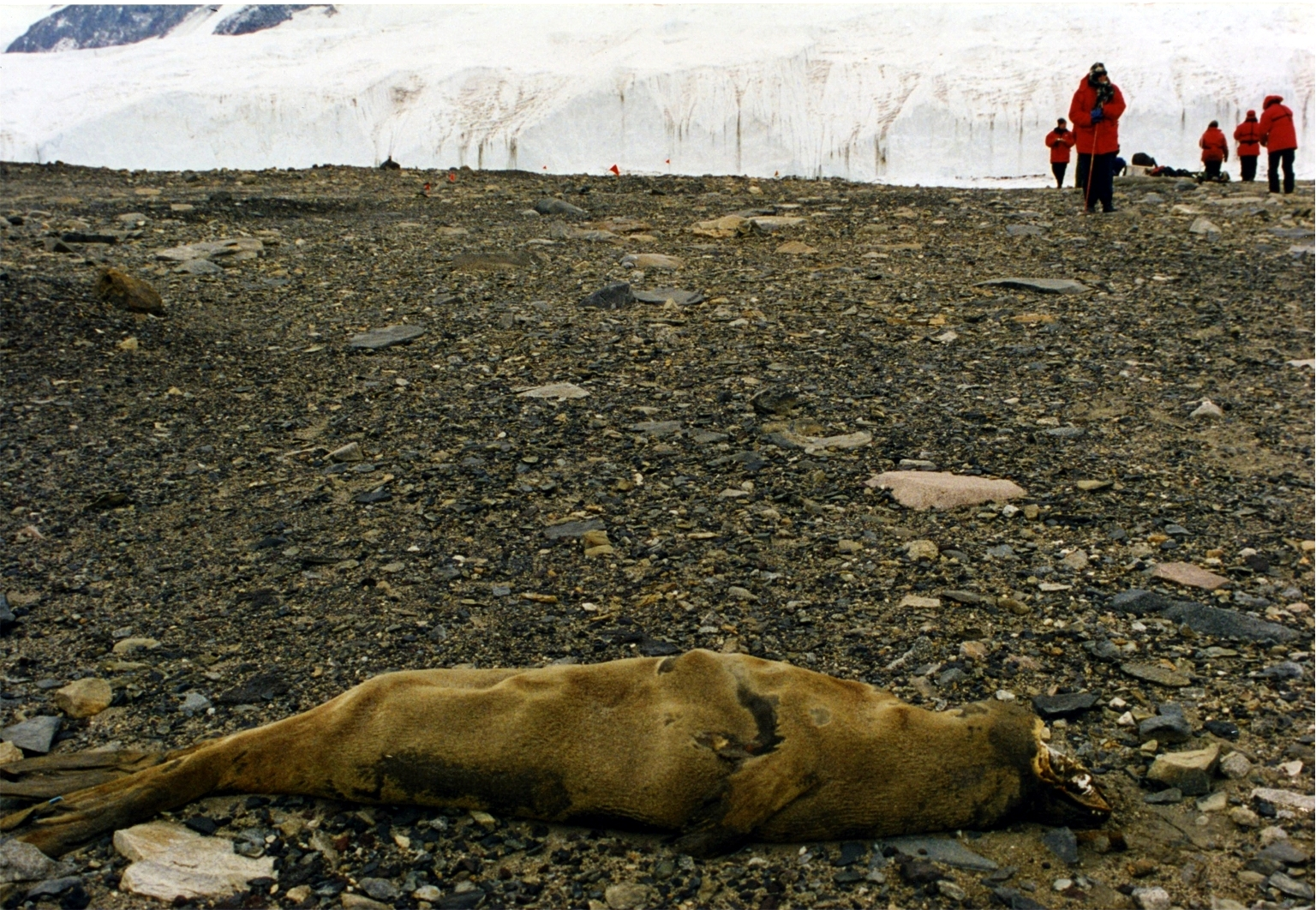
Mumifikált fókatetem a McMurdo szárazvölgyben

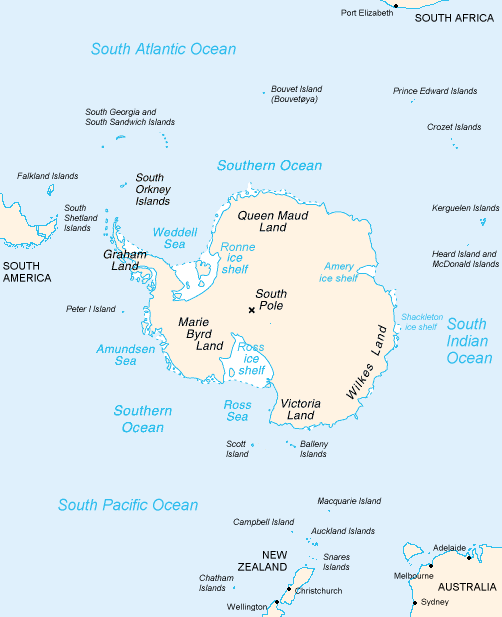
Az Antarktisz és a környező szárazulatok

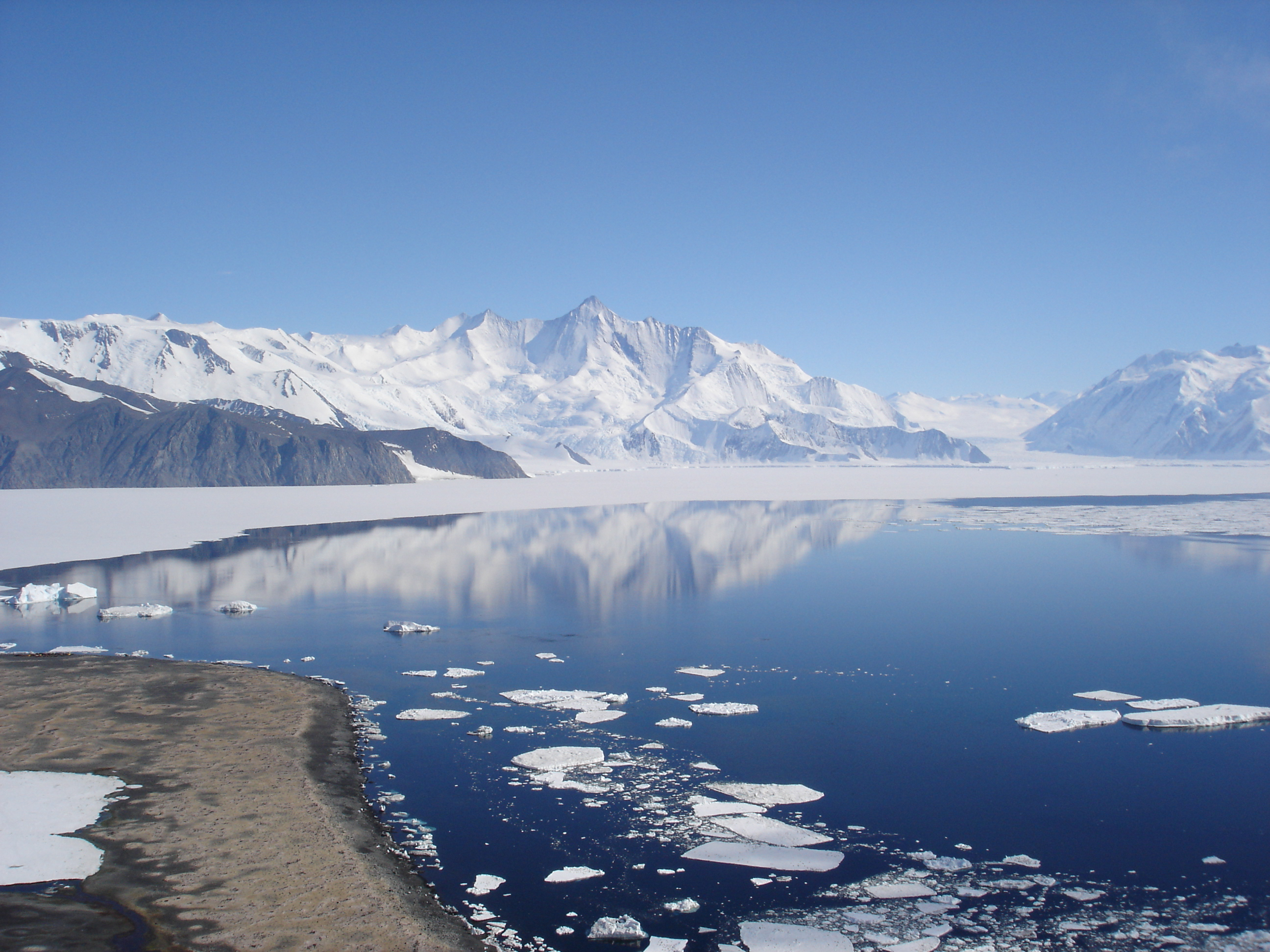
A Herschel-csúcs (3335 m) a Hallet-fok pingvintelepe felől fényképezve

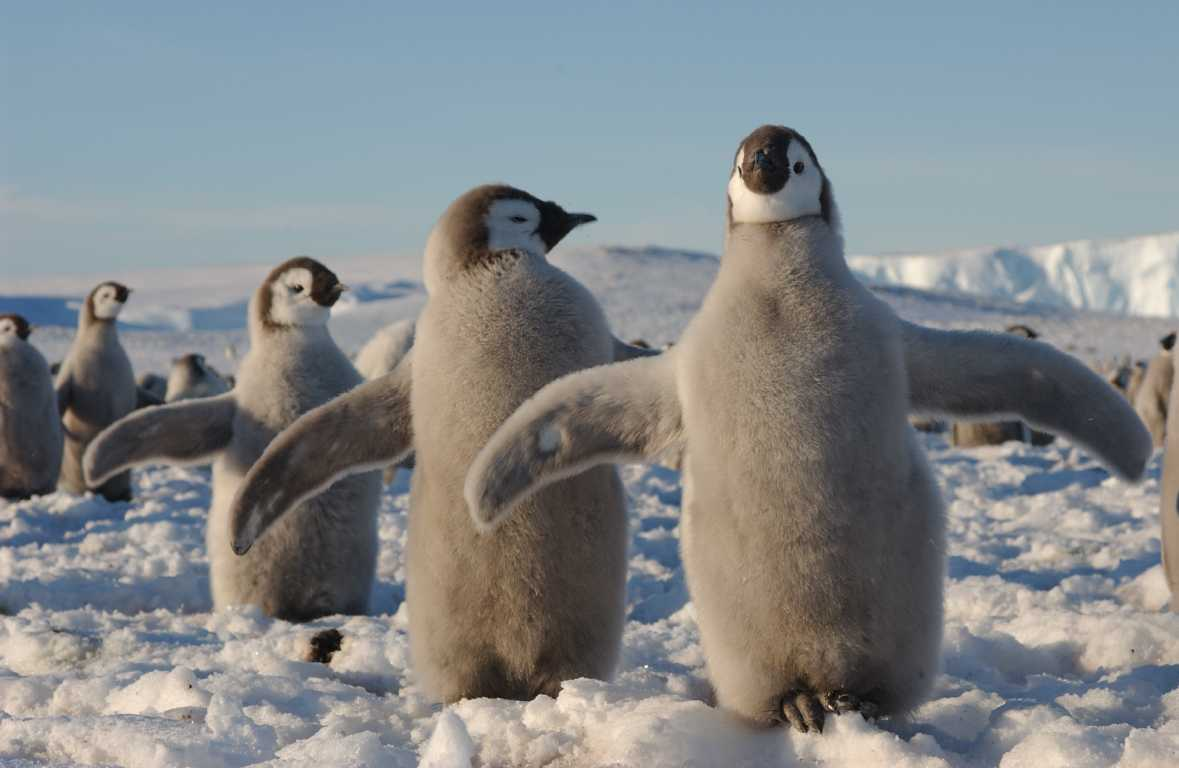
Császárpingvin fiókák

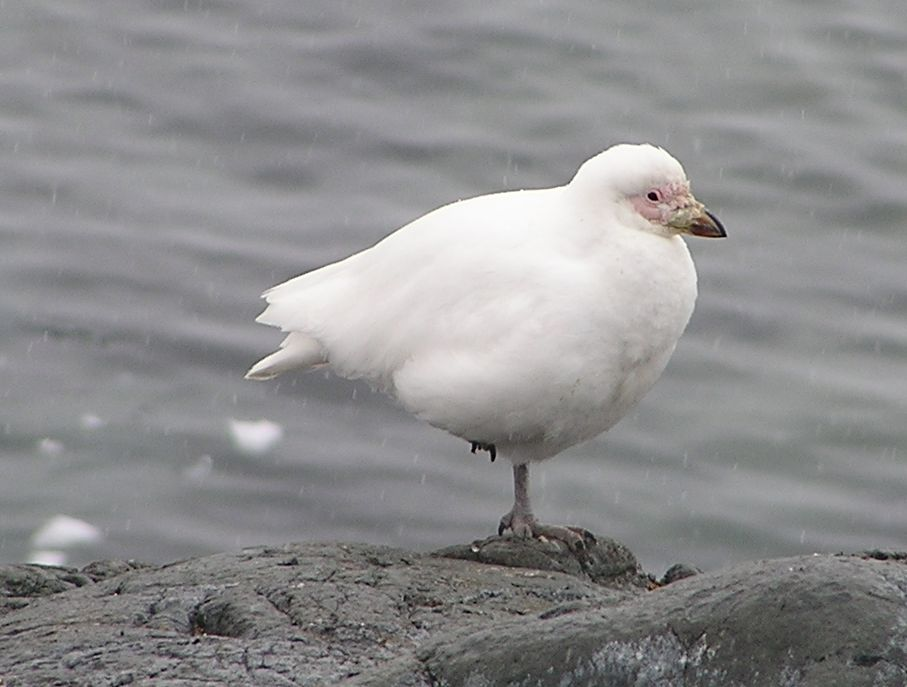
Tokoscsőrű madár

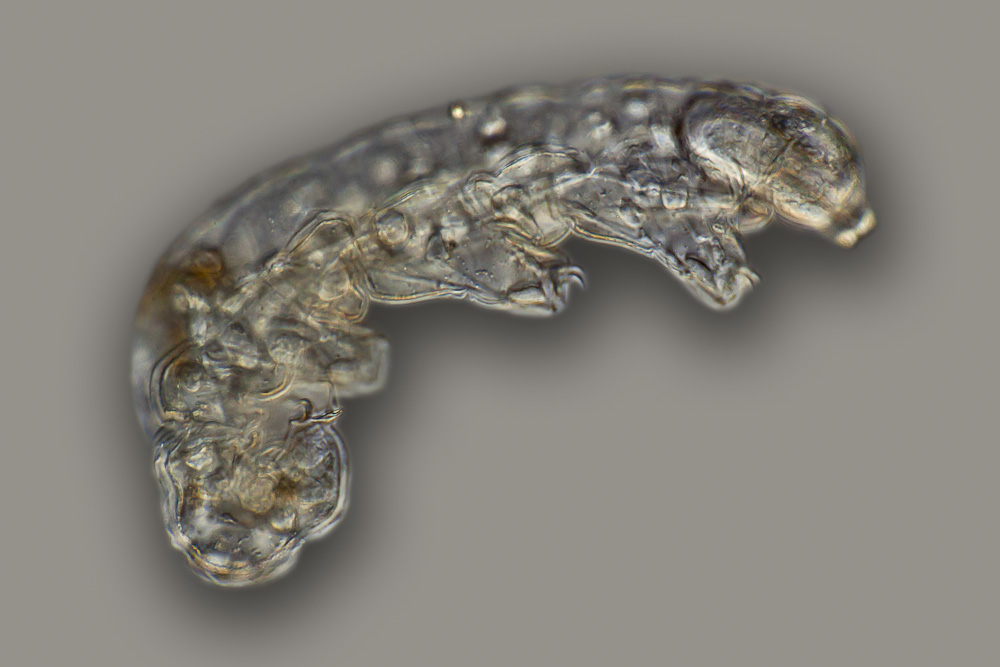
Medveállatka mikroszkópos képe

Az antarktikus faunabirodalom (Antarctogea, illetve Archinotis) a déli pólus környékének fölöttébb fajszegény élőhelyeit öleli fel.

## Földrajzi helyzete
az Antarktiszt és a környező szigeteket:
- Déli-Shetland-szigetek,
- Déli-Orkney-szigetek,
- Déli-Georgia és Déli-Sandwich-szigetek,
- Crozet-szigetek stb.

foglalja magába.
Dél-Amerika déli csücskén (a Tűzföldön) egy keskeny, átmeneti sáv választja el az újvilági faunabirodalomtól, Új-Zéland déli részén pedig egy ugyancsak keskeny átmeneti rész az ausztráliai faunabirodalomtól.

## Főbb jellemzői
Az Antarctogea egyfajta állatföldrajzi „vákuum”, ahol egyáltalán nincsenek:
- szárazföldi emlősök,
- hüllők,
- kétéltűek,
- édesvízi halak stb.

Az Antarktisz éghajlata rendkívül zord; Kelet-Antarktiszon, a Vosztok kutatóállomáson mérték a valaha a Föld felszínén észlelt legalacsonyabb hőmérsékletet, -88,3°C-ot. Az Antarktisz területének legnagyobb részét állandó jég és hó borítja, a szigetek éghajlata valamivel enyhébb.
A növények:
- mohák,
- zuzmók,
- a szigeteken néhány felsőbbrendű növény is

és a gerinctelen állatok:
- medveállatkák (Tardigrada)
- árvaszúnyogok (Chironomidae)
- ugróvillások (Collembola)

életlehetőségei erőteljesen korlátozottak.
Az ugróvillások típusos példája az Antarktiszon endemikus és nevét is a kontinensről kapó, szélsőségesen hidegtűrő Cryptopygus antarcticus. Ez a rovar akár meg is fagyhat —  amikor felmelegszik a talaj, kiolvad, és újra aktív.

## Állatvilága
Az állatvilág nagy része leginkább a vízhez kötődik. A részben szárazföldi élővilág nyáron elevenedik meg, de akkor is csak a partok mentén.
Szárazföldi ízeltlábúak jóformán csak a szigeteken fordulnak elő; jellegzetesek közülük a röpképtelen légy- és molyfajok (pl. Apetenus litoralis és Pringleopsis kerguelensis). A Kerguelen-szigeteken 35 rovarfajt találtak, ezek többsége csökevényes szárnyú vagy röpképtelen.
Jellemző állatai a vízből élő madarak:
- viharmadarak (Procellariidae)
- albatroszfélék (Diomedeidae), főképp a
  - vándoralbatrosz (Diomedea exulans)
- sarki pityer (Anthus antarcticus)
- sirályfélék (Laridae)
- halfarkasfélék (Stercorariidae), például:
  - délsarki halfarkas (Catharacta antarctica)

- pingvinfélék (Spheniscidae)
  - császárpingvin (Aptenodytes forsteri),
  - Adélie-pingvin (Pygoscelis adeliae) stb.

Valódi szárazföldi madárnak mindössze csak két tekinthető:
- tokoscsőrű (Chionis spp.)
- déli-georgiai pityer (Anthus antarcticus).

és emlősök, azok közül is a
- fókák:
  - Weddell-fóka (Leptonychotes weddellii),
  - rákevő fóka (Lobodon carcinophagus),
  - leopárdfóka (Hydrurga leptonyx),
  - déli elefántfóka (Mirounga leonina),
  - Ross-fóka (Ommatophoca rossii)

képviselőivel találkozhatunk;
- - a szigeteken élnek a fülesfókák (Otariidae).

A szárazföldet körülvevő, úgynevezett antarktikus tengerekben sok a plankton.
- Jellemző halaik a farkashalak (Anarhichas sp.);
- jellemző emlőseik a
  - déli simabálna (Eubalaena australis, Balaena glacialis australis) és a
  - kék bálna (Balaenoptera musculus).

## További információ
Állatok antarktiszi megfigyelései az iNaturaliston